# UJA Maccabi Paris
Die Union de la Jeunesse Arménienne Maccabi Paris Métropole ist ein französischer Fußballverein aus der Hauptstadtregion. Er ist im Sommer 2012 aus einer Fusion zwischen der UJA d’Alfortville mit dem Sporting Club Maccabi de Paris hervorgegangen. Die UJA d’Alfortville wurde 1926 in Alfortville gegründet, in Nachbarschaft zu Créteil an der südlichen Peripherie von Paris im Département Val-de-Marne gelegen. Der SC Maccabi gehört zur jüdischen Sportgemeinschaft.
Die Vereinsfarben sind Schwarz und Gelb. Die Ligaelf trägt ihre Heimspiele auch weiterhin im Parc Interdépartemental des Sports in Choisy-le-Roi oder im Centre sportif Nelson-Mandela von Sarcelles (3.500 Plätze) – und damit am nahezu „entgegengesetzten Ende“ von Paris − aus; gelegentlich nutzt sie auch das rund 20.000 Besucher fassende Stade Charléty oder das Stade Dominique-Duvauchelle (Platz für 12.150 Zuschauer).

## Geschichte des Vereins
Gegründet wurde die UJA 1926 von Angehörigen der armenischen Exilgemeinschaft in der Metropolregion Paris. Bis in die 1990er Jahre blieb die UJA Alfortville einer von vielen lokalen Amateurklubs, die in unteren Ligen um Punkte spielten. 1993 wurde Gilles Baudu, Inhaber eines großen Anzeigenblattverlags, zum Vereinspräsidenten gewählt, der die UJA massiv unterstützte, was seit 1998 zu mehreren konsekutiven Aufstiegen des damals noch in der zehnten Ligastufe beheimateten Klubs führte. Im Mai 2007 qualifizierte er sich erstmals für die fünft- (CFA2), zwölf Monate später für die vierthöchste Liga (CFA). Nach der Saison 2009/10, die Alfortville als Tabellenzweiter seiner CFA-Gruppe abschloss, wurde es vom französischen Verband am „grünen Tisch“ anstelle des Zwangsabsteigers Racing Strasbourg in die semiprofessionelle National (D3) aufgenommen. Nachdem Strasbourg auf dem Instanzenweg seine Drittligazugehörigkeit wiedererlangte, verblieb die UJA Alfortville für die Saison 2010/11 dennoch gleichfalls darin, stieg aber nach einem Jahr wieder ab. Gilles Baudu ist auch Präsident der neuen UJA Maccabi Paris.
Der SC Maccabi entstand gleichfalls 1926, wurde aber erst 1947 offiziell registriert. Er spielte seit Jahrzehnten immer nur in einer der unteren regionalen Amateurklassen; kurz nach dem Zweiten Weltkrieg wurde seine Ligamannschaft für einige Saisons von Edmund Weiskopf trainiert.

## Ligazugehörigkeit und Erfolge
Erstklassig (Division 1, seit 2002 in Ligue 1 umbenannt) spielte keiner der beiden Vorgängerklubs jemals. 2013/14 tritt die UJAMP in der fünften Liga (CFA2) an. Auch im Pokalwettbewerb gelang es lediglich einem der beiden (Alfortville) – und das erst einmal –, die landesweite Hauptrunde zu erreichen: 2008/09 stellte dabei allerdings bereits im Zweiunddreißigstelfinale der damalige Erstligist Le Havre AC eine zu hohe Hürde für die UJA dar.